# Myrmetes
Myrmetes (лат.) — род жуков-карапузиков из подсемейства Saprininae.

## Описание
Верх в плохо заменой пунктировке. Передние голени с мелкими шипиками по наружному краю, без желобка для вкладывания лапки.

## Виды
Некоторые виды рода:
- Myrmetes paykulli Kanaar, 1979
- Myrmetes piceus (Paykull, 1809)